# Desmodium pachyrhiza
Desmodium pachyrhiza är en ärtväxtart som beskrevs av Julius Rudolph Theodor Vogel. Desmodium pachyrhiza ingår i släktet Desmodium och familjen ärtväxter.

## Underarter
Arten delas in i följande underarter:
- D. p. latifolium
- D. p. pachyrhiza